# Enrique Vizcarra
Enrique Vizcarra Luna (* 24. Dezember 1975 in Torreón, Coahuila), auch bekannt unter dem Spitznamen El Rifle, ist ein ehemaliger mexikanischer Fußballspieler, der in der Abwehr und im defensiven Mittelfeld agierte.

## Laufbahn
Vizcarra begann seine Laufbahn im Nachwuchsbereich seines Heimatvereins Santos Laguna, bei dem er Anfang 1995 auch seinen ersten Profivertrag erhielt und mit dem er in den Spielzeiten Winter 1996 und Sommer 2001 die beiden ersten Meistertitel der Guerreros in der mexikanischen Fußballliga gewann.
In der Saison 2001/02 spielte er auf Leihbasis für Deportivo Toluca und bestritt in der anschließenden Halbsaison der Apertura 2002 insgesamt 13 Punktspieleinsätze für Santos Laguna. Dennoch wechselte er im Winter 2002/03 zum Ligakonkurrenten Monarcas Morelia, für den er in den nächsten anderthalb Jahren 40 Punktspieleinsätze absolvierte und ein Tor erzielte.
Mit Ausnahme der Apertura 2007, in der er noch einmal vier Punktspieleinsätze in der höchsten Spielklasse für den Aufsteiger Puebla FC absolvierte, spielte Vizcarra im Zeitraum zwischen Sommer 2004 und Sommer 2011, als er seine sportliche Laufbahn beendete, ausschließlich in der zweiten Liga: zunächst von Sommer 2004 bis Sommer 2007 für die ebenfalls in der Stadt Puebla beheimateten Lobos de la BUAP und ab Januar 2008 bis zum Sommer 2011 für die Alacranes de Durango.

## Erfolge
- Mexikanischer Meister: Invierno 1996, Verano 2001